# Pålsundet, Vaxholm

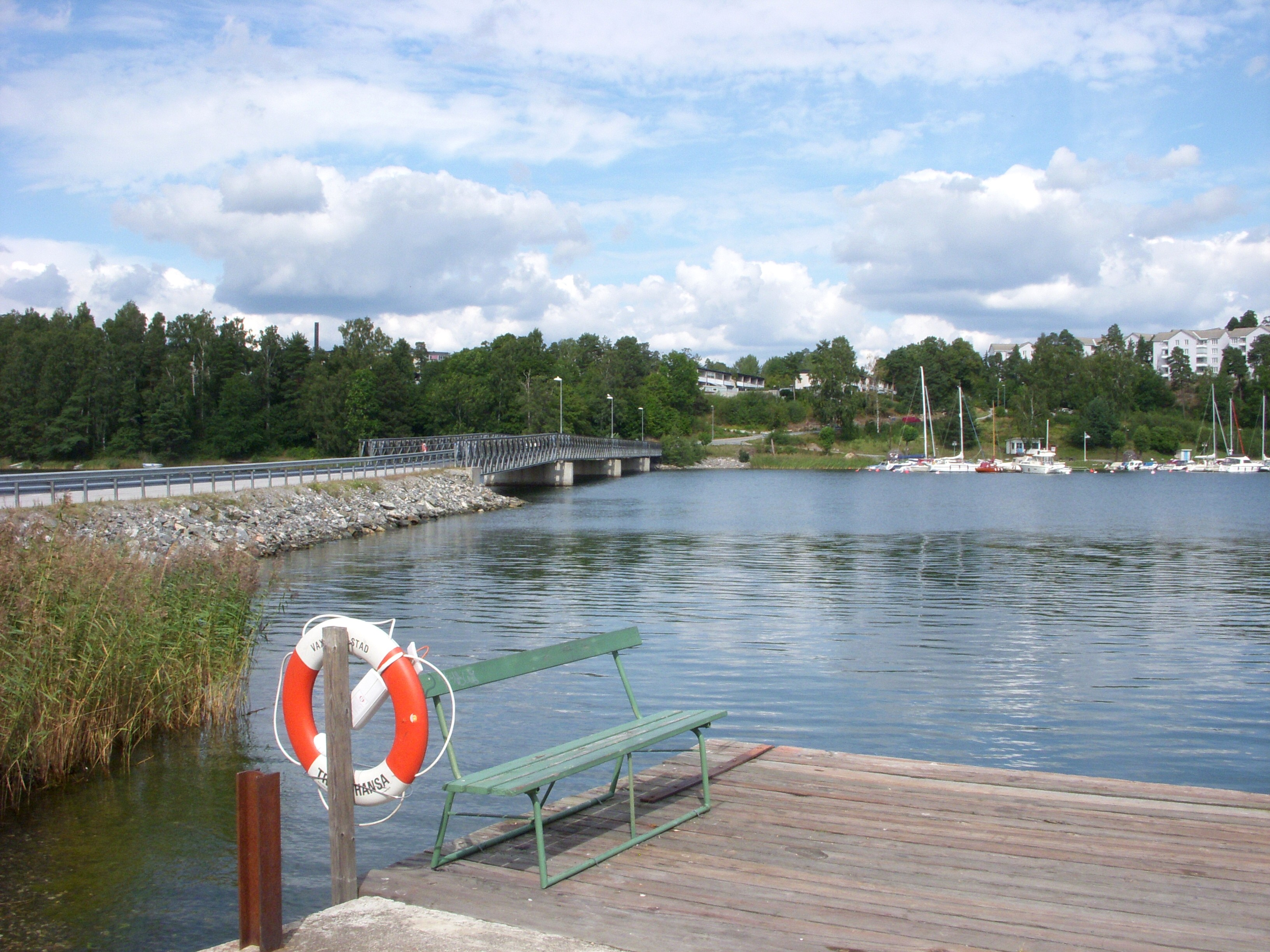
Pålsundet med Pålsundsbron i augusti 2011.

Pålsundet är ett sund mellan Bogesundslandet och Vaxön i Vaxholms kommun. Sundet är vid sitt smalaste avsnitt knappt 320 meter bred, vattendjupet varierar mellan sex och tio meter. Mot öst ansluter Södra Vaxholmsfjärden och mot väst Tallaröfjärden. Mitt i sundet ligger den lilla ön Pannkakan. Över sundet leder sedan 1926 Pålsundsbron.
Sundet har sitt namn efter den pålspärr som anlades på 1500-talet. För att tvinga sjötrafiken förbi Vaxholms kastell spärrades sundet med pålar. Under 1700-talet lades en spärrande bom tvärs över sundet. Dessutom utfördes försänkningar med vrak. År 1713 anlades ett kanonbatteri på ett grund, där numera vägbanken till Pålsundsbron ligger. Batteriet var bestyckat med fyra kanoner (se Pålsundsbatteriet).
Åren 1914-1925 då Vaxholmslinjen var huvudförsvarslinje i Stockholms skärgård fanns en minspärr i Pålsundet. Så sent som på 1980-talet (i samband med ubåtskränkningarna) lades ett permanent ubåtsnät ut under Pålsundsbron, tvärs över sundet.